# 12620 Симацянь
12620 Симацянь (12620 Simaqian) — астероїд головного поясу, відкритий 24 вересня 1960 року.
Тіссеранів параметр щодо Юпітера — 3,207.
Названо на честь китайського історика і письменника Сима Цяня.